# 2025년 이란-유럽 핵 합의
2025년 이란-유럽 핵 회담(2025 Iran–European nuclear talks)은 2025년 6월 20일 2025년 이란-이스라엘 분쟁의 지속적인 확전에 대응하여 이란과 E-3(영국, 프랑스, 독일)가 주도하는 유럽 강대국들 간에 시작되었다.

## 배경
2025년 4월, 미국과 이란은 오만과 이탈리아의 중재로 간접적인 협상을 시작했다. 이 회담은 이란의 핵 프로그램, 특히 농축 우라늄 수준에 초점을 맞췄다. 미국은 농축 수준을 줄이는 합의에 도달하는 것을 목표로 했고, 이란은 제재 완화와 시간 벌기를 추구했다. 이 회담은 결국 실패했고, 이스라엘의 이란 핵 및 군사 시설 공습 이후 6차 회담은 취소되었다. 전쟁으로 인해 회담은 완전히 중단되었다.

## 최근 동향
6월 20일, 유럽 외교장관들은 제네바에서 이란 외무장관 아바스 아라그치와 직접 회담을 가졌다. 이는 미국과 이란 간의 중단된 회담 이후의 일이다. 유럽 대표단은 긴장 완화와 외교적 회담 재개의 중요성을 강조했다. 아라그치는 긴장이 남아 있는 동안에는 미국과의 회담을 재개하지 않겠다는 이란의 입장을 반복했지만, 유럽 관리들과 핵 및 지역 문제에 대해 논의할 의향이 있다고 밝혔다. 동시에 도널드 트럼프 대통령은 외교적 노력의 진전에 따라 2주 이내에 이란에 대한 군사 행동 여부를 결정할 것이라고 밝혔다.

## 입장

### 유럽 정책의 변화
유럽 지도자들은 이란이 우라늄 농축 활동을 완전히 중단할 것을 요구하며 미국의 입장을 점점 더 지지하고 있다. 이는 이란이 일부 농축 활동을 유지하도록 허용했던 2015년 포괄적 공동행동계획 (JCPOA)과는 다른 변화이다. 에마뉘엘 마크롱 프랑스 대통령과 요한 바데풀 독일 외무장관은 이란이 우라늄 농축을 중단하고 미사일 프로그램을 제한하며 역내 무장 단체 지원을 중단해야 한다고 강조했다.

### 이란의 입장
이란은 핵 프로그램이 오직 평화적인 목적을 위한 것이라고 주장하며 우라늄 농축을 완전히 중단하는 것을 거부했다. 이란의 최고 지도자 알리 하메네이 아야톨라는 핵무기는 이슬람교에 위배된다고 선언했으며, 이란은 2009년 이후 핵무기 개발에 착수한 적이 없다고 주장한다.

## 같이 보기
- 2025년 미국-이란 협상
- 2025년 이란 시위
- 2025년 미국-후티 휴전